# Жихово Село
Жихово Село (словен. Žihovo selo) — поселення в общині Ново Место, регіон Південно-Східна Словенія, Словенія. Висота над рівнем моря: 177,8 м.